# ベック (歌手)
ベック・ハンセン（Beck Hansen、1970年7月8日 - ）は、アメリカ合衆国のミュージシャン。1990年代から活躍を続けるアメリカを代表するソロ・アーティスト。

## 来歴
カリフォルニア州ロサンゼルス出身。父はカナダの作曲家デヴィッド・キャンベル、母はアメリカの芸術家・女優のビビ・ハンセン、母方の祖父はフルクサスの一員であった芸術家のアル・ハンセン 。
幼少期に両親が離婚し、兄弟と共に母に引き取られた。ヒップポップからラテン音楽といった多種多様な音楽や、母が属するアート・シーンに感化されながら育つ。少年期にはカシオ製の音の出る電卓で作曲をするなど、早くより音楽に興味を示す。
1980年代半ばに高校を中退。ヨーロッパを旅し、街中で演奏しながら自身の音楽を発展させていく。祖父の下で過ごした際には、1960年代に流行しオノ・ヨーコも所属していたフルクサスに触れる。
1993年、インディーレーベルからアルバム"Golden Feelings"でデビュー。同年、12インチシングルの『ルーザー』がオルタナティヴミュージック専門のラジオ局で放送されて評判を呼び、複数のレコードレーベルの争奪戦の末にゲフィン・レコード傘下のDGCレコードと契約。
1994年、DGCからメジャーデビュー作『メロウ・ゴールド』を発表。1曲目に収録した「ルーザー」が大ヒットし、アルバムはロング・セールスを記録した。
1996年にはダスト・ブラザーズのプロデュースの下、サンプリングを巧みに活用した『オディレイ』を発表。「フォーク、ロック、ヒップホップ、ブルース、ノイズ・ミュージックなどをそれまで聴いたこともないような形で自由に融合させた」「1990年代の歴史的傑作」と高い評価を受ける。
1998年、『オディレイ』路線の踏襲という周囲の期待を意図的かつ完全に裏切ったフォーキーな『ミューテーションズ』を発表。プロデューサーはナイジェル・ゴッドリッチである。
1999年、ファンキーなダンス要素を盛り込んで「セクシー＆パーティー･アルバム」と高い評価を得つつも当初のチャート・アクションでは苦戦した『ミッドナイト・ヴァルチャーズ』を発表。
2002年、プロデューサーにナイジェル・ゴッドリッチを迎えた『シー・チェンジ』を発表。ローリング・ストーン誌年間アルバム・ランキングで1位に輝くなど高い評価を得た。
2005年、再びダスト・ブラザーズと組み、6作目となる『グエロ』をリリース。「E-PRO」などのキラーチューンによって全米2位を記録した。翌2006年にはナイジェル・ゴッドリッチプロデュースの7作目『ザ・インフォメーション』を立て続けにリリースしている。
グラミー賞にノミネートされた2007年の単発シングル「タイムボム」のデジタル配信リリースを経て、2008年にはデンジャー・マウスとの共同プロデュースで60年代風のガレージ～サイケサウンドにアプローチした『モダン・ギルト』を発表。この作品からヨーロッパではXLレコーディングス、日本ではホステス・エンタテインメントからのリリースとなった。
また、映画への楽曲提供やプロデューサー業にも手を広げ、2009年発表のシャルロット・ゲンズブールのアルバム「IRM」等を手掛けた。
2014年、6年ぶりとなるアルバム『モーニング・フェイズ』を発表。リリース後のインタビューで長年脊椎損傷で苦しんでいたこと、手術によって回復したことを明かした。
2015年2月8日第57回グラミー賞で、「モーニング・フェイズ」が最優秀アルバム賞に輝いた。また、最優秀ロック・アルバム賞も「モーニング・フェイズ」が受賞した。
2019年2月10日第61回グラミー賞で、「カラーズ」が最優秀オルタナティブ・ミュージック・アルバム賞、最優秀アルバム技術賞（クラシック以外）を受賞した。
2019年11月22日、ファレル・ウィリアムス等との共同プロデュースによるアルバム「ハイパースペース」をリリース。

## 私生活
女優のマリッサ・リビシと2004年4月に結婚。2児の父となる。2019年2月15日に離婚を申請した。

## サイエントロジー
父のデヴィッド・キャンベルがサイエントロジストであった影響で自身もサイエントロジストだったが、離婚後のインタビューで「現在はサイエントロジーの一員ではない」と述べている。なお元妻のマリッサ・リビシと、彼女の双子の兄弟で俳優のジョバンニ・リビシはともにサイエントロジストである。

## ディスコグラフィ

### アルバム
| 年                                        | タイトル                  | アルバム詳細 | チャート最高位 | チャート最高位 | チャート最高位 | チャート最高位 | チャート最高位 | チャート最高位 | チャート最高位 | チャート最高位 | チャート最高位 | チャート最高位 | 認定                                                                                  |
| 年                                        | タイトル                  | アルバム詳細 | US             | AUS            | AUT            | CAN            | GER            | JPN            | NLD            | NOR            | NZ             | UK             | 認定                                                                                  |
| ----------------------------------------- | ------------------------- | --- | -------------- | -------------- | -------------- | -------------- | -------------- | -------------- | -------------- | -------------- | -------------- | -------------- | ------------------------------------------------------------------------------------- |
| 1993                                      | Golden Feelings           | - 発売日: 1993年3月 - レーベル: Sonic Enemy - フォーマット: CD, cassette - 全米売上: 0.3万枚                         | —              | —              | —              | —              | —              | —              | —              | —              | —              | —              |                                                                                       |
| 1994                                      | Stereopathetic Soulmanure | - 発売日: 1994年2月22日 - レーベル: Flipside - フォーマット: CD, LP - 全米売上: 14.6万枚                             | —              | —              | —              | —              | —              | —              | —              | —              | —              | —              |                                                                                       |
| 1994                                      | Mellow Gold               | - 発売日: 1994年3月1日 - レーベル: DGC - フォーマット: CD, LP, cassette - 全米売上: 120万枚                          | 12             | 53             | 33             | 7              | 41             | 61             | 81             | 18             | 23             | 41             | - US: プラチナ - CAN: ゴールド - UK: ゴールド                                         |
| 1994                                      | One Foot in the Grave     | - 発売日: 1994年6月27日 - レーベル: K - フォーマット: CD, LP, cassette - 全米売上: 22.6万枚                          | —              | —              | —              | —              | —              | 238            | —              | —              | —              | —              |                                                                                       |
| 1996                                      | Odelay                    | - 発売日: 1996年6月18日 - レーベル: DGC - フォーマット: CD, LP, cassette - 全米売上: 230万枚                         | 16             | 20             | 14             | 12             | 30             | 16             | 27             | 23             | 16             | 17             | - US: 2× プラチナ - AUS: ゴールド - CAN: 2× プラチナ - NZ: ゴールド - UK: 3× プラチナ |
| 1998                                      | Mutations                 | - 発売日: 1998年11月3日 - レーベル: DGC - フォーマット: CD, LP, cassette - 全米売上: 58.6万枚                        | 13             | 24             | —              | 5              | 49             | 15             | —              | 18             | 24             | 24             | - US: ゴールド - CAN: プラチナ                                                        |
| 1999                                      | Midnite Vultures          | - 発売日: 1999年11月23日 - レーベル: DGC - フォーマット: CD, LP, cassette - 全米売上: 74.3万枚                       | 34             | 34             | 41             | 8              | 46             | 12             | 88             | 3              | 33             | 19             | - US: ゴールド - CAN: プラチナ - UK: ゴールド                                         |
| 2002                                      | Sea Change                | - 発売日: 2002年9月24日 - レーベル: Geffen - フォーマット: CD, CD/DVD, SACD, LP - 全米売上: 68万枚                   | 8              | 15             | 34             | 5              | 38             | 34             | 53             | 1              | 26             | 20             | - US: ゴールド - CAN: ゴールド                                                        |
| 2005                                      | Guero                     | - 発売日: 2005年3月29日 - レーベル: Interscope - フォーマット: CD, CD/DVD, LP, digital download - 全米売上: 86.8万枚 | 2              | 14             | 23             | 2              | 33             | 5              | 38             | 5              | 30             | 15             | - US: ゴールド - CAN: ゴールド - UK: シルバー                                         |
| 2006                                      | The Information           | - 発売日: 2006年10月3日 - レーベル: Interscope - フォーマット: CD, LP, digital download - 全米売上: 56.4万枚         | 7              | 31             | 56             | 6              | 78             | 17             | 58             | 20             | 37             | —              | - US: ゴールド - CAN: ゴールド                                                        |
| 2008                                      | Modern Guilt              | - 発売日: 2008年7月8日 - レーベル: Interscope - フォーマット: CD, LP, digital download - 全米売上: 34.4万枚          | 4              | 13             | 42             | 4              | 63             | 12             | 33             | 24             | 21             | 9              |                                                                                       |
| 2014                                      | Morning Phase             | - 発売日: 2014年2月21日 - レーベル: Capitol - フォーマット: CD, LP, digital download - 全米売上: 47万枚              | 3              | 5              | 11             | 2              | 13             | 17             | 5              | 6              | 8              | 4              | - CAN: ゴールド - UK: シルバー                                                        |
| 2017                                      | Colors                    | - 発売日: 2017年10月13日 - レーベル: Capitol - フォーマット: CD, digital download - 全米売上: 4.1万枚                | 3              | 14             | 25             | 4              | 32             | 13             | 14             | 24             | 8              | 5              |                                                                                       |
| 2019                                      | Hyperspace                | - 発売日: 2019年11月22日 - レーベル: Capitol - フォーマット: CD, LP, カセットテープ, digital download                | 40             | 33             | —              | 48             | —              | 20             | 46             | —              | —              | 33             |                                                                                       |
| "—"は未発売またはチャート圏外を意味する。 |                           | |                |                |                |                |                |                |                |                |                |                |                                                                                       |

## 日本公演
1994年
8月29日 CLUB CITTA'、31日 名古屋クラブダイアモンドホール、9月1日 大阪IMPホール、2日 福岡Skala Espacio、4・5日 CLUB CITTA'、6・7日 Liquid Room
1996年
10月23日 大阪IMPホール、24日 名古屋クラブダイアモンドホール、25日 福岡Skala Espacio、27・28・30・31日 赤坂BLITZ、11月1日 Liquid Room、3日 Bayside Jenny、4日 京都CK Cafe
1997年　FUJI ROCK FESTIVAL '97
7月27日 富士天神山スキー場
1998年　FUJI ROCK FESTIVAL '98
8月1日 東京ベイサイドスクエア
1999年
4月11・12日 渋谷公会堂、14日 名古屋市民会館、15日 福岡市民会館、16日 大阪厚生年金会館、18日 仙台サンプラザ、19日 中野サンプラザ、21日 東京厚生年金会館
2000年
5月17日 大阪城ホール、18日 愛知県体育館、20・21日 Zepp Fukuoka、24日 仙台サンプラザ、26日 Zepp Sapporo、29・30・31日 日本武道館
2001年　SUMMERSONIC 01
8月18日 千葉マリンスタジアム、19日 大阪WTCオープンエアスタジアム
2003年
3月26日 大阪フェスティバルホール、28日 愛知厚生年金会館、30日 東京ベイN.K.ホール、31日 Liquid Room、4月1日 日本武道館
2005年　FUJI ROCK FESTIVAL '05
7月30日 苗場スキー場
2007年
4月6日　Liquid Room,8日 Zepp Tokyo、9、10日 Zepp Osaka、12日 Zepp Nagoya、14日 Zepp Sendai、16日 日本武道館
2009年
3月18日 Zepp Sendai、19日 Zepp Nagoya、22日 Zepp Osaka、24日 NHKホール、25日 NHKホール、 26日 Zepp Tokyo
2016年　FUJI ROCK FESTIVAL '16
7月23日
2017年
10月23日 日本武道館、24日 新木場STUDIO COAST
2024年
4月6日 EX THEATER ROPPONGI